# Naphtali Hirsch Katzenellenbogen
Naphtali Hirsch ben Elieser Katzenellenbogen, znany też jako Hirsch Lazar i Nephtalie-Lazare Hirsch (ur. 15 kwietnia 1749 albo w Haguenau w Alzacji, według innych źródeł w Bambergu, zm. 11 listopada 1823 w Wintzenheim w Alzacji) – rabin Frankfurtu nad Odrą w latach 1794–1808, a następnie w Głogowie i Winzenheim.
Syn rabina Bambergu i Haguenau – Eliesera Katzenellenbogena (1700-1771) z Podhajców i jego żony Jached Helman (1710-?). Ze strony ojca wnuk rabina Schwabach – Mosesa ben Saula Katzenellenbogena (1670-1733) z Pińczowa i jego żony Jached z domu Heilprin (1670-1740). Ze strony matki wnuk rabina Metz – Samuela Helmana (1670-1764) z Krotoszyna i jego żony Sary.
Miał siedmioro rodzeństwa, tj. Saul Katzenellenbogen (1740-1810), Yente Katzenellenbogen po mężu Levy (1740-1820), Phineas Katzenellenbogen, Eliezer Katzenellenbogen, Zalman Katzenellenbogen.
W 1794 poślubił Rachel Katzenellenbogen z domu Feibel, córkę przewodniczącego gminy żydowskiego w Głogowie.
W 1794 został rabinem Frankfurtu nad Odrą, w 1797 opublikował tamże swoje dzieło „Sha’ar Naftali”. Następnie rabin Głogowa, Haguenau w Alzacji, 1801 rabin Wintzenheim – największej gminy żydowskiej w Górnej Alzacji. W 1806 został członkiem paryskiego sanhedrynu. Następnie nadrabin i przewodniczący konsystorium Górnej Alzacji.